# Часовникова кула (Габрово)
Часовниковата кула в Габрово е построена през 1835 г. на площад „1 май 1876 г.“ От 1959 г. е регистрирана като паметник на културата.

## История
Кулата е изградена за 6 месеца с доброволния труд на населението на Габрово и с пари от габровския еснаф. Нейното откриване е на 11 март 1835 г., а на 1 юли същата година е монтирана камбаната. За да се получи разрешение за нейното построяване, майсторите на кулата слагат на върха полумесец за възхвала на Аллах. През 1920 г. полумесецът е повреден от гръмотевица.
Кулата е реставрирана през 1965-1967 г., а през 1980-те години е реставриран и часовниковият механизъм от Илия Ковачев. Поради липса на поддръжка през последните десетилетия, часовниковият механизъм не работи добре.

## Описание

### Архитектура
Общата височина на кулата е 27,7 m. Основата ѝ има квадратна форма с дължина на страните 5,3 m, а дебелината на зида е 1 m. Височината на най-долната част, изградена от неизмазани камъни е 13,7 m. Над нея е изградена шестоъгълна призма с височина 7,5 m. Тя е измазана и на нея се намира циферблатът на часовника. Най-горната част представлява конусообразен покрив, обшит с ламарина, носен от 6 колони, в който се намира камбаната. Тя е произведена във Виена през 1792 г. Камбаната е поставена на 1 юни 1835 г. На нея е изписано „Mich Goss Iohann Georg Fielgrader in Wien anno 1792“.
В основата на кулата има две чешми – от южната и от западната страна, като в днешно време е останала само тази от западната страна – „конашката чешма“, а над нея е изработен гербът на Габрово. В южната страна на основата е запазен надпис на османотурски език от часовниковата кула от 1811 г.

### Механизъм
Първоначално времето се отмерва единствено с ударите на камбаната. През 1882 г. е поставен циферблат, който е заменен с по-голям през 1902 г. Минчо Кънев изработва дървен макет на допълнителния механизъм за движение на стрелките, който е изкован от желязо от Матю Иванов. Това става по указания на часовникаря Михаил Артин Бояджиян. Часовниковият механизъм се задвижва от два каменни топуза, всеки от който тежи около 30 kg, свързани с телено въже. Циферблатът е с квадратна форма и с римски цифри, размерите му са 82 на 82 cm.